# Peñaflor
Peñaflor é um município da Espanha na província de Sevilha, comunidade autónoma da Andaluzia, de área 83,06 km² com população de 3698 habitantes (2004) e densidade populacional de 44,52 hab/km².

## Demografia
| Variação demográfica do município entre 1991 e 2004 | Variação demográfica do município entre 1991 e 2004 | Variação demográfica do município entre 1991 e 2004 | Variação demográfica do município entre 1991 e 2004 |
| --------------------------------------------------- | --------------------------------------------------- | --------------------------------------------------- | --------------------------------------------------- |
| 1991                                                | 1996                                                | 2001                                                | 2004                                                |
| 4049                                                | 3930                                                | 3728                                                | 3698                                                |